# BürgerUnion Mannheim

Logo der BürgerUnion Mannheim

 Die BürgerUnion Mannheim war eine parteiunabhängige, 2003 gegründete Wählervereinigung in der baden-württembergischen Stadt Mannheim. Die Gruppe wurde dem bürgerlichen Spektrum zugerechnet und war inoffizieller Nachfolger der Bunten Liste Mannheim (BLM).

## Geschichte

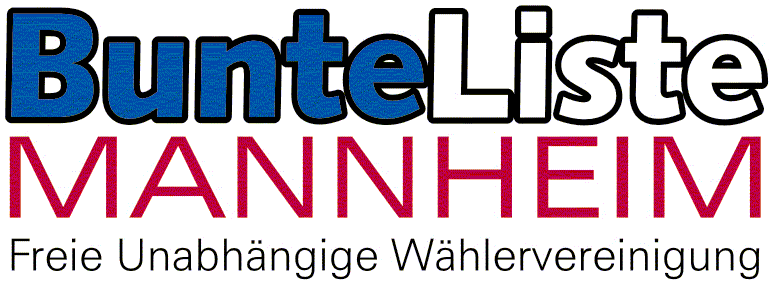
Logo der Bunten Liste Mannheim

Gründung als „Bunte Liste Mannheim“ (BLM)
2003 gründete sich im Mannheimer Stadtteil Neckarstadt-West eine Bürgerinitiative, die den Zweck verfolgte, die Lebensqualität des Stadtteils für die Bürger zu erhöhen, da dieser Stadtteil nach Ansicht der Gründungsmitglieder seit Jahren von der Stadt in Bezug auf Quartiersentwicklung vernachlässigt wurde.
Vor der Gemeinderatswahl 2004 entschlossen sich Mitglieder der Bürgerinitiative als politisch unabhängige Wählervereinigung als Alternative zu den etablierten Parteien anzutreten. Der Wahlkampf gestaltete sich laienhaft, da zwar viele Mitwirkende bereits Erfahrung in politischen Parteien gesammelt hatten, jedoch über keinerlei Erfahrung in Bezug auf Wahlen hatten und auch anders als die etablierten Parteien ohne Vereinsstatus über keine finanziellen Mittel verfügten. So entschied man sich für eine Wahlkampfkasse, die von den ersten zehn Kandidaten getragen wurde und die auch sämtliche Arbeiten wie Plakate hängen, Informationsabende veranstalten oder Handzettel verteilen in Eigenregie durchführten.
Trotz dieser oft unzureichenden Organisation lief die Wahl zum Gemeinderat am 13. Juni 2004 alles andere als enttäuschend. Die Bunte Liste Mannheim schaffte auf Anhieb den Sprung in den Gemeinderat und ist seitdem mit einem Stadtrat dort vertreten. Das Gesamtergebnis der Wahl waren 2,3 % der abgegebenen Stimmen, wobei die Stadtbezirke Neckarstadt-West, Neckarstadt-Ost/Wohlgelegen, Schönau und Innenstadt/Jungbusch die „Hochburgen“ der Wählergunst waren.
Errungen wurde neben dem Sitz im Stadtrat auch ein Sitz im Bezirksbeirat in der Neckarstadt-West sowie durch Zählgemeinschaft mit der Mannheimer Liste (ML) je ein Sitz in den Bezirken Schönau und Innenstadt/Jungbusch.

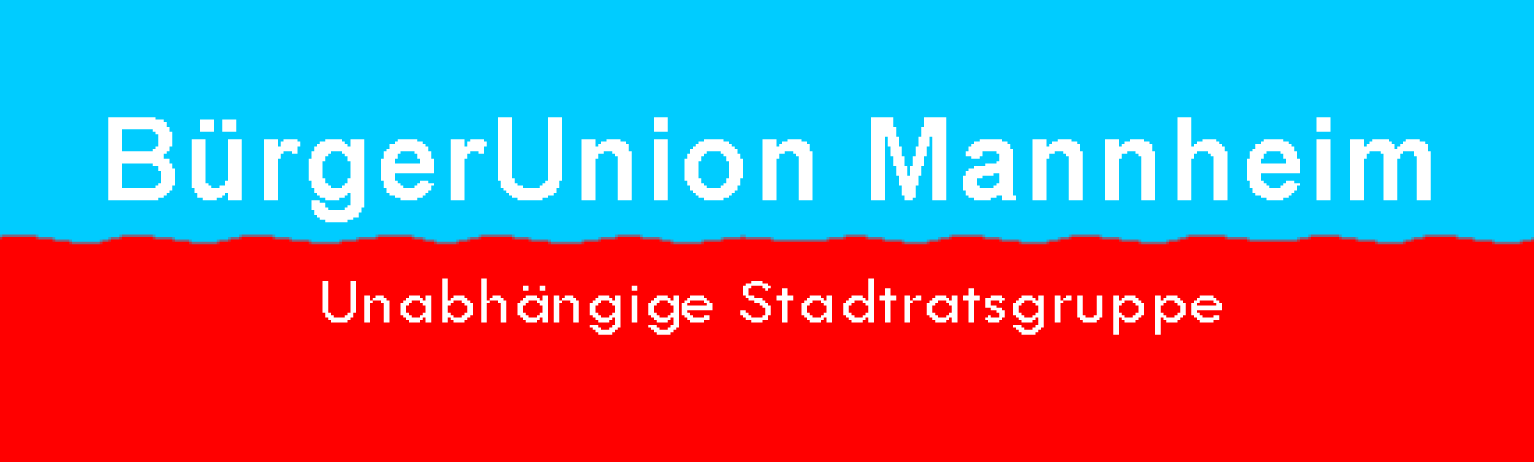
Logo der Stadtratsgruppe der BürgerUnion

BürgerUnion Mannheim – Stadtratsgruppe
Die Jahre 2004 bis 2006 existierte eine Fraktionsgemeinschaft von Bunter Liste Mannheim (BLM) und Mannheimer Liste (ML), welche jedoch gelöst wurde. Im Jahr 2007 gründete der Stadtrat der Bunten Liste Mannheim, Gerhard Schäffner, mit den Stadträten Rudolf Friedrich von der Mannheimer Liste und Paul Buchert von der CDU die Stadtratsgruppe der BürgerUnion. Sowohl Friedrich wie auch Buchert verließen dafür ihre Fraktionen, wobei Paul Buchert nach kurzer Zeit wieder zur CDU zurückkehrte. Von Frühjahr 2008 bis Sommer 2009 war die BürgerUnion Mannheim mit zwei Stadträten im Gemeinderat der Stadt Mannheim vertreten.
BürgerUnion Mannheim – Freie Unabhängige Wähler
Im Dezember 2008 fanden sich neben den Mandatsträgern der BürgerUnion Mannheim weitere interessierte Bürger zusammen und entschlossen sich zu einer erneuten Kandidatur zur Wahl des Gemeinderates am 7. Juni 2009. Der Wiedereinzug in den Gemeinderat wurde jedoch mit 1,0 % der Stimmen verpasst. Da dabei auch der für die Bunte Liste Mannheim gewählte Stadtrat Gerhard Schäffner und der für die BLM ernannte Bezirksbeirat Sebastian Zippel antraten, war die BürgerUnion vom Gemeindewahlausschuss als legitimer Nachfolger anerkannt worden. Das Verwaltungsgericht Karlsruhe erklärte diese Entscheidung später für rechtswidrig, allerdings für nicht derart gravierend, dass die Gemeinderatswahl wiederholt werden müsse.

## Mandatsträger
- Stadträte der BürgerUnion Mannheim:
  - Rudo Friedrich (gewählt für Mannheimer Liste)
  - Gerhard Schäffner (gewählt für Bunte Liste Mannheim)

- Bezirksbeiräte der BürgerUnion Mannheim:
  - Reinhold Heilmann (Bezirk Innenstadt/Jungbusch, ehemals Mannheimer Liste)
  - Sebastian Zippel (Bezirk Neckarstadt-West, ehemals Bunte Liste Mannheim)

- Migrationsbeirat der Stadt Mannheim:
  - Tefik Ramadani (stellvertretender Vorsitzender, gewählt für Bunte Internationale Liste Mannheim)